# Kržince
Kržince (cyr. Кржинце) – wieś w Serbii, w okręgu pczyńskim, w gminie Vladičin Han. W 2011 roku liczyła 236 mieszkańców.